# Мавзолей Йахйи ибн Мухаммада ал-Хаджа
Мавзолей Йахйи ибн Мухаммада ал-Хаджа или мавзолей в селе Мамедбейли, Мамедбейлинский мавзолей (азерб. Məmmədbəyli türbəsi) — мавзолей-тюрбе начала XIV века, расположенный в селе Мамедбейли Зангеланского района Азербайджана на возвышенности близ реки Аракс. Относится к широко распространённой на территории Азербайджана группе восьмигранных мавзолеев.
Мавзолей относится к Карабахской архитектурной школе и покрыт пирамидальным шатром. Вход в мавзолей расположен с северо-восточной стороны и декоративно обрамлен сталактитовыми узорами. Над входным проёмом расположена плита с вырезанной на ней арабоязычной надписью, сообщающей имя зодчего Али Маджд ад-Дина, дату окончания строительства (1305 год) и имя Йахйи ибн Мухаммада ал-Хаджа, захороненного в мавзолее.
Склеп под мавзолеем был обнаружен в 1975 году во время подземных очистительных работ. В 2001 году правительство Азербайджана включило мавзолей в список охраняемых государством архитектурных памятников национального значения.

## История
Построил мавзолей в 1304—1305 гг. архитектор Али Маджд ад-Дин на «Шёлковом пути» в честь памяти шейха суфийского ордена Кадирийа Йахйи ибн Мухаммада ал-Хаджа, который, как предполагается, был известен под именем Мухйи ад-Дина Макриби Андалуси, являлся крупным учёным, автором труда «Джами ас-сагир», работал в Марагинской обсерватории. По эпитету ал-Хадж ясно, что отец Йахйи ибн Мухаммада занимал высокий пост в государстве. Так, например, автор 14 томной энциклопедии на арабском языке  «Субх аль-а’ша фи сина’ат аль-инша» («Заря для подслеповатого в искусстве писания») аль-Калкашанди, живший в XIV-XV вв., отмечал, что титул ал-Хадж давался государственным деятелям. Именно имя отца Йахйи, Мухаммеда, дало название селу Мамедбейли, где расположен мавзолей.
Автор данного памятника Али Мадж ад-Дин считается основоположником архитектурной школы, которая представляет собой каменные мавзолеи XIII-XIV вв. расположенные в долинах рек Акеры и Аракса. Этот мавзолей как и многие другие был построен феодальным правителем в качестве мемориального памятника, призванного увековечить память о нём средством архитектуры.
В 1937 году мавзолей был обмерен Т. Багировой, С. Макаряном и А. Садыхзаде, на основе чего был составлен разрез и план мавзолея. В 1960-х гг. искусствовед Леонид Бретаницкий отмечал, что этот мавзолей сохранился в «превосходном состоянии» и относился к группе мавзолеев в бассейне притока Аракса — Акера-чая, которые были связаны с местными, не очень влиятельными феодалами и были ценны тем, что характеризовали архитектурную среду.
В 1975 году в мавзолее были проведены подземные очистительные работы, в результате которых и был обнаружен склеп. К концу 1970-х — началу 1980-х гг. мавзолей находился в хорошей сохранности, лишь в верхней восточной части шатра имелось небольшое разрушение. 
Село Мамедбейли Зангеланского района Азербайджана, в котором находится мавзолей, с осени 1993 до октября 2020 года контролировалось непризнанной Нагорно-Карабахской Республикой.
В 2001 году мавзолей распоряжением Кабинета министров Азербайджанской Республики № 132 был включён в список охраняемых государством объектов и объявлен «архитектурным памятником национального значения».
В ходе Второй карабахской войны осенью 2020 года территория, на которой расположен мавзолей, вернулась под контроль Азербайджана. В начале декабря 2020 года первый заместитель министра культуры, исполнявший на тот момент обязанности министра культуры Азербайджана Анар Керимов, показал состояние мавзолея на тот момент. По словам Керимова, памятнику «за время армянской оккупации» был нанесен ущерб, некоторые его части разрушены.

## Архитектура

### Общая характеристика
Мавзолей относится к Карабахской архитектурной школе, созданной самим архитектором памятника — Али Мадж ад-Дином. Строение возвышается на самом высоком месте села. В плане мавзолей представляет восьмигранную призму, которая перекрыта восьмигранным пирамидальным шатром. Входной проём расположен в плоскости северо-западной грани. Характерной особенностью этого мавзолея является простая и сдержанная обработка всех граней кроме той, на которой расположен входной проём. Эта грань обработана декоративно. Грани архитектурно обрабатывали таким образом, чтобы их основная плоскость углублялась. В итоге углы восьмигранника получили вид выступающих пилястр. Таким образом, это крупное небольшое углубление способствует декорированию и облегчению фасада
Входной проём мавзолея в Мамедбейли расположен на высоте 1,8 метра от уровня земли, тогда как другие восьмигранные мавзолеи Азербайджана имеют цоколь небольшой высоты. Эта особенность, а также 
наличие склепа, делает этот мавзолей похожим на башенные мавзолеи Азербайджана.
Мавзолей построен из белого камня. В отличие от кирпичных строений, здесь стена не слагается из несущего массива и облицовочной рубашки. Облицовка состоит из чисто тесаных блоков. В то же время она образует конструктивную часть стены.
Верхняя камера мавзолея имеет толщину стен в 86 см. Тут имеется два ряда облицовочных камней: наружный и внутренний. Пространство между этими двумя рядами заполнено бетонной массой. Таким образом облицовочные камни ирают своего рода роль опалубки, пространство между которой заполнялось речными булыжными камнями, залитыми раствором. Тщательная же пригонка камней облицовки предотврощала вытекание раствора наружу. С внутренней стороны швы камней также предварительно обрабатывались. Подобный характер кладки встречается и в других каменных мавзолеях Азербайджана. При сооружении верхнего купола каменных мавзолеев применялась та же техника. 
Карниз мавзолея выполнен из черного камня. Он представляет собой широкую полосу со скошенной нижней поддерживающей частью.
По словам искусствоведа Камиля Мамед-заде, монументальный вид мавзолею придают пропорциональное соотношение конструктивных элементов и прекрасная архитектурная композиция. Архитектурный образ мавзолея в селе Мамедбейли имеет ряд характерных черт, которые присуши архитектурным образам некоторых других восьмигранных мавзолеев в регионе: мавзолея Сейида Яхья Бакуви из ансамбля Дворца ширваншахов в Баку, мавзолея Юсифа ибн Кусейра в Нахичевани, мавзолея в Аксарае (Турция), мавзолея Али Джафара в Кайсери (Турция).
- Общий вид мавзолея
- Северо-восточная сторона с входным проёмом
- Юго-западная сторона со входом в склеп
- Северно-западная сторона
- Восточная сторона

- Интерьер
- Внутренняя часть купола
- Пол мавзолея
- Михраб с арабоязычной надписью

### Купол
Купол мавзолея состоит из двух покрытий. Наружный купол сооружён в виде пирамидального шатра, тогда как внутренний — в виде сферического. Пространство между внутренним куполом и наружным шатром строители мавзолея заполненили забутовкой с лёгким заполнителем.

### Входной проём
Прямоугольный входной окаймлён двумя рядами призматических сталактитов, поверхность которых покрыта растительным орнаментом. Над входным проёмом мавзолея имеется врезная шестистрочная надпись строительного характера на арабском языке. Она высечена почерком насх с элементами сулюса на завершающейся сверху округленной аркой плите из известняка шириной 145 см и высотой 90 см и повествует о том, что мавзолей построен в месяц рамадан 704 года (1305 год н. э.) над могилой Яхья Мухаммад ал-Хаджа. Как позже более точно сообщала азербайджанский эпиграфист Машадиханум Неймат, эта строительная надпись гласит:
Я — обладатель этого строения слабый раб, нуждающийся в милости Аллаха высочайшего, Йахйа Ибн Мухаммед ал-Хадж, построен Али Маджд ад-Дином в месяце рамадан 704 года [28 марта — 27 апреля 1305 года].
В начале надписи и в обрамлении имеются аяты из Корана: аяты 18 и 19 из суры 3 (аль Имран), 13 из суры 61 (ас-Сафф), 3 из суры 65 (ат-Таляк) и 56 из суры 7 (аль-Араф).
Эту надпись также прочитал доктор исторических наук М. А. Сейфеддини, согласно которому она также сообщала о том, что мавзолей построен в месяце рамазан 704 года (1305 год н. э.) над могилой Мухаммеда ал-Ходжа.
Впоследствии Неймат привела более полный перевод всей надписи над входным проёмом:
| Надпись в обрамлении | Надпись в обрамлении |
| Оригинал на арабском | Русский перевод |
| --- | --- |
| شَهِدَ اللَّهُ أَنَّهُ لَا إِلَهَ إِلَّا هُوَ وَالْمَلَائِكَةُ وَأُولُو الْعِلْمِ قَائِمًا بِالْقِسْطِ لَا إِلَهَ إِلَّا هُوَ الْعَزِيزُ الْحَكِيمُ                                                        | Свидетельствует Аллах, что нет божества, кроме Него и ангелы, и обладающие знанием, которые стойки в справедливости: нет божества, кроме Него, великого, мудрого                 |
| إِنَّ الدِّينَ عِندَ اللَّهِ الْإِسْلَامُ | Воистину, религия перед Аллахом — ислам |
| Надпись под обрамлением | |
| Оригинал на арабском | Русский перевод |
| يا محمد | О, Мухаммад! |
| وَأُخْرَى تُحِبُّونَهَا] نَصْرٌ مِّنَ اللَّهِ وَفَتْحٌ قَرِيبٌ وَبَشِّرِ الْمُؤْمِنِينَ]                                                                                              | [И другое, что вы любите:] помощь от Аллаха и близкая победа. И обрадуй же верующих                                                                                              |
| وَيَرْزُقْهُ مِنْ حَيْثُ لَا يَحْتَسِبُ وَمَن يَتَوَكَّلْ عَلَى اللَّهِ فَهُوَ حَسْبُهُ إِنَّ اللَّهَ بَالِغُ أَمْرِهِ قَدْ جَعَلَ اللَّهُ لِكُلِّ شَيْءٍ قَدْرًا                                                    | И даст ему пропитание, откуда он и не рассчитывает. А кто полагается на Аллаха, для того он достаточен. Ведь Аллах совершает свое дело; установил Аллах для каждой вещи меру     |
| ان رحمة الله قريب المحسنين | Поистине милость Аллаха близка от добродеющих |
| انا صاحب هذالعمارت العبد الضعيف المحتاج الي رحمة الله تعالي الفقير يحيي بن محمد الحاجي بيده علي مجداللين في تاريخ سنه رمضان المبارك اريع سبعمانه | Я обладатель строения слабый раб, нуждающийся в милости всевышнего бога, нищий Йахйа сын Мухаммад ал-Хаджа, с рукой Али Мадж ад-Дина в рамазан ал-мубарак семьсот четвертом году |

- Декоративно обработанный входной проём мавзолея с арабской надписью над ней
- Графическое изображение надписи над входом

### Склеп
Выявленный впервые в 1975 году склеп под мавзолеем в плане представляет собой прямоугольник шириной 2,95 метра и длиной 3,30 метра. На высоте 1,90 метра склеп перекрывает стрельчатый свод. Вход в склеп расположен с западной стороны, её ширина — 60 см, а высота — 88 см. В соответствии с правилами Корана, высота входных проемов в мавзолей и особенно в подземную часть склепа не должна была превышать 1,20 см, так как входящий должен был нагибаться, как бы отдавая дань почтения покойному. 
Стены склепа сооружены из чисто тёсаных каменных плит.